# زلزال حطاي 2023
زلازلا حطاي 2023 ضرب زلزالان بقوة 6.4 و5.8 درجات على مقياس ريختر محافظة حطاي جنوبي تركيا، في 20 فبراير 2023، تسببا بتدمير بعض المباني التي تضررت من شدة زلزال قهرمان مرعش. خلفا مقتل 6 أشخاص، وإصابة 294 آخرين.

## بعد الزلزال
بعد الزلازل، أصدر مركز رصد الزلازل الأوروبي المتوسطي تحذيرًا من حدوث تسونامي لحطاي على الساحل. سُجلت أكثر من 20 هزة ارتدادية، وكان أكبرها بقوة 5.8. بعد الزلزال أخليت مستشفى مصطفى كمال باشا آخر مستشفى في أنطاكيا، وبعد حوالي ساعة من وقوع الزلزال، أصدرت رئاسة إدارة الكوارث والطوارئ (أفاد) تحذيراً من خطورة ارتفاع مستوى سطح البحر بمقدار 50 سم. كما شعر بهما سكان سوريا ولبنان والأردن وفلسطين ومصر.

## الموقع
تقع محافظة حطاي على ضفاف البحر المتوسط على غرار مدينة انطاكية وميناء الإسكندرونة، وحددت هيئة إدارة الكوارث التركية (أفاد) مركز الزلزال الأول في بلدة دفنة، لافتة الى أنه سجل في الساعة 20:04 (17:04 ت غ) حيث شعر به سكان أنطاكية وأضنة على بعد مئتي كلم شمالاً، ثم أعقبه بعد 3 دقائق زلزال آخر بقوة 5.8 درجات ضرب مدينة السويدية الساحلية الواقعة جنوب أنطاكية. وحذرت محافظتا مرسين وأنطاليا بالابتعاد عن الشواطئ.

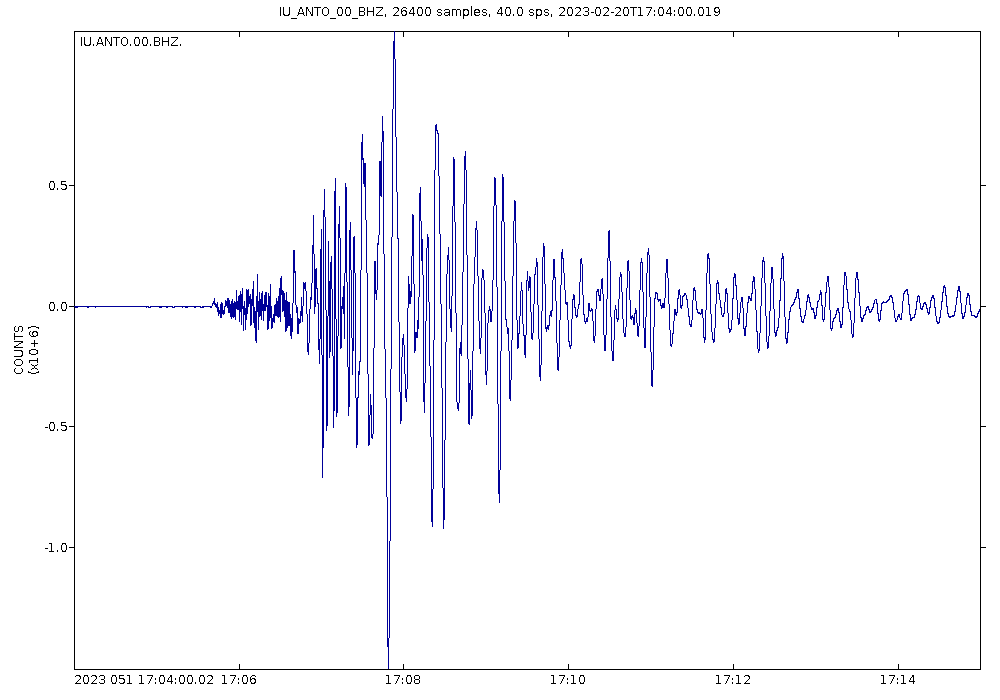
الرسم البياني